# Blainville-Crevon

Blainville-Crevon este o comună în departamentul Seine-Maritime, Franța. În 1 ianuarie 2022 avea o populație de 1.227 de locuitori.